# Windpark Willem-Annapolder
Windpark Willem-Annapolder is een windmolenpark met tien windturbines van elk 900 kilowatt dicht bij de Westerschelde in de gemeente Kapelle in de Nederlandse provincie Zeeland. Het park is in 2003 operationeel geworden.
Het windpark wordt beheerd door Zeeuwind. Er is een plan om vier nieuwe grotere turbines te installeren. De vergunningen zijn binnen, en het plan is (eind 2023) in de fase van subsidieaanvraag. Daarna kan de aannemer gekozen en de verbouwing gestart worden.
De opgewekte energie wordt met een 10 kV AC grondkabel naar het Trafostation 150-10 kV Willem-Annapolder getransporteerd (over een afstand van ruim 3 km).